# Hugh Dancy
Hugh Michael Horace Dancy, född 19 juni 1975 i Stoke-on-Trent, Staffordshire, är en brittisk skådespelare.
Han spelade prins Char i Ella den förtrollade. Han har också medverkat i TV-serien Daniel Deronda och TV-filmen David Copperfield liksom i filmerna Black Hawk Down, Basic Instinct 2 och King Arthur. Dancy har även medverkat i Shooting Dogs och i Elizabeth-filmerna. 2009 hade filmen En shopaholics bekännelser premiär med Dancy och Isla Fisher i huvudrollerna. Samma år kom även filmen Adam där Dancy spelade titelrollen. Han spelar för närvarande rollen som Will Graham i TV-serien Hannibal.
Han är sedan 2009 gift med skådespelerskan Claire Danes som han har två söner och en dotter tillsammans med.

## Filmografi

### Film
| År   | Titel                           | Roll                   | Notering                                                     |
| ---- | ------------------------------- | ---------------------- | ------------------------------------------------------------ |
| 2000 | David Copperfield               | David Copperfield      | TV-film                                                      |
| 2000 | Madame Bovary                   | Leon                   | TV-film                                                      |
| 2001 | Black Hawk Down                 | Kurt Schmid            |                                                              |
| 2001 | Young Blades                    | D'Artagnan             |                                                              |
| 2003 | Tempo                           | Jack                   |                                                              |
| 2003 | Kärlekens lexikon               | John Truscott          |                                                              |
| 2004 | King Arthur                     | Galahad                |                                                              |
| 2004 | Ella den förtrollade            | Prince Charmont        |                                                              |
| 2005 | Shooting Dogs                   | Joe Connor             |                                                              |
| 2006 | Basic Instinct 2                | Adam Towers            |                                                              |
| 2007 | The Jane Austen Book Club       | Grigg Harris           |                                                              |
| 2007 | Evening                         | Buddy Wittenborn       |                                                              |
| 2007 | Savage Grace                    | Sam Green              |                                                              |
| 2007 | Blood & Chocolate               | Aiden                  |                                                              |
| 2009 | En shopaholics bekännelser      | Luke Brandon           |                                                              |
| 2009 | Adam                            | Adam                   | Nominerad – Satellite Awards för Best Actor – Motion Picture |
| 2010 | Coach                           | Nick                   |                                                              |
| 2010 | The Wildest Dream               | Andrew Irvine (röst)   |                                                              |
| 2011 | Our Idiot Brother               | Christian              |                                                              |
| 2011 | Martha Marcy May Marlene        | Ted                    |                                                              |
| 2011 | Hysteria                        | Dr. Mortimer Granville |                                                              |
| 2013 | Legends of Oz: Dorothy's Return | Marshal Mallow (röst)  |                                                              |

### TV
| År        | Titel                   | Roll                   | Notering                      |
| --------- | ----------------------- | ---------------------- | ----------------------------- |
| 1998      | Brottet och straffet    | Robert Belini          | 2 avsnitt                     |
| 1998      | Robin Hoods nya äventyr | Kyle                   | Avsnitt "Orphans"             |
| 1998–1999 | Dangerfield             | Charlie Paige          | 2 avsnitt                     |
| 1999      | Kalla fötter            | Danny                  | 2 avsnitt                     |
| 1999      | Kavanagh QC             | Michael Woodley        | Avsnitt "The More Loving One" |
| 2000      | Kultjägarna             | Michael Previn         | Avsnitt "The Last Night"      |
| 2002      | Daniel Deronda          | Daniel Deronda         | TV-miniserie, 3 avsnitt       |
| 2006      | Elizabeth I             | Earl of Essex          | TV-miniserie, 2 avsnitt       |
| 2011      | The Big C               | Lee                    | 8 avsnitt                     |
| 2013–2015 | Hannibal                | Will Graham            | 39 avsnitt                    |
| 2015      | Deadline Gallipoli      | Ellis Ashmead-Bartlett | miniserie                     |
| 2020–     | The Good Fight          | Caleb Garlin           | 3 avsnitt                     |